# Frederik van Liechtenstein

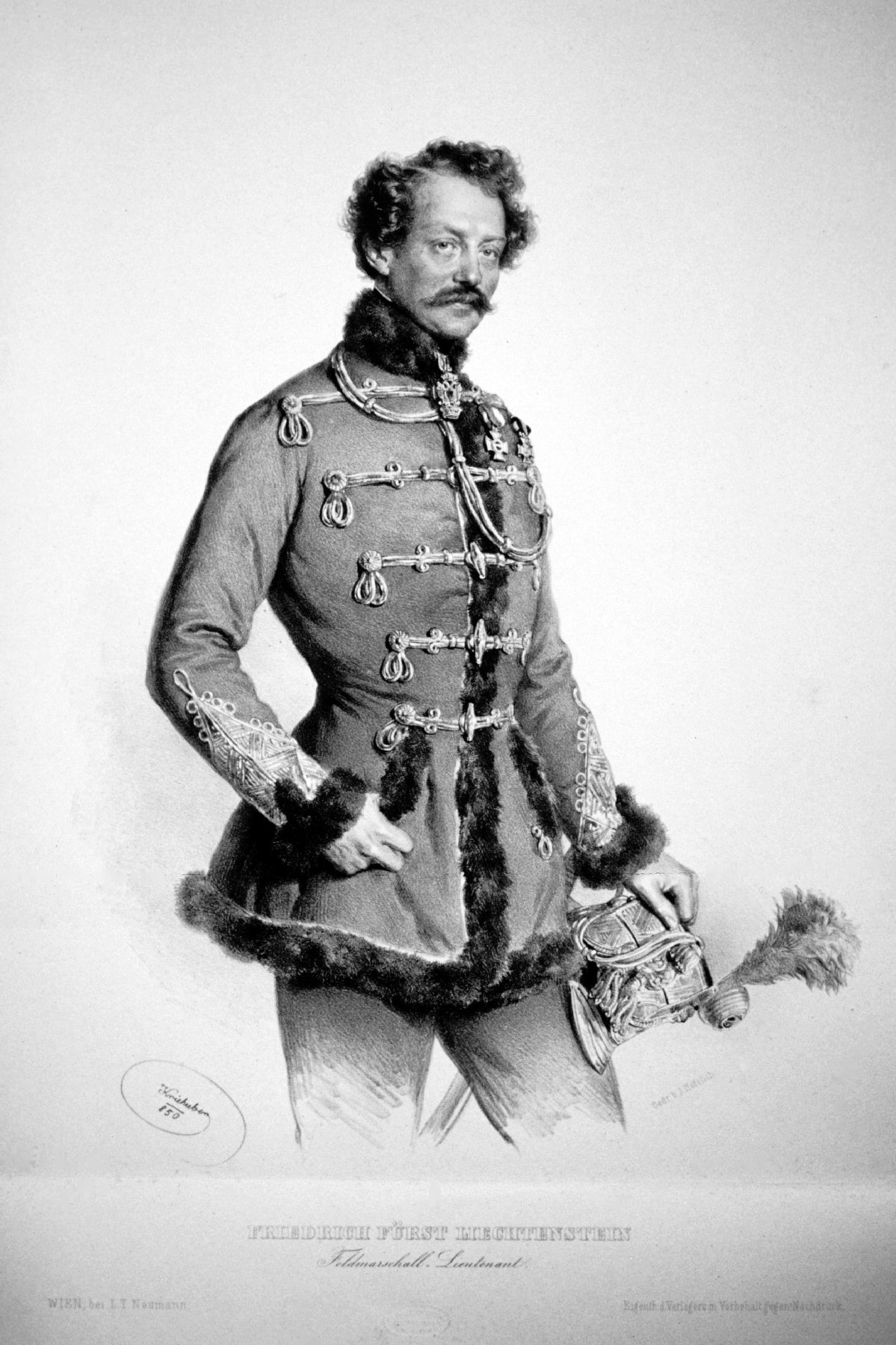
Frederik Adalbert van Liechtenstein

Frederik Adalbert van Liechtenstein (Duits: Friedrich Adalbert Prinz von und zu Liechtenstein; Wenen, 21 september 1807 - aldaar, 1 mei 1885) was een Oostenrijkse generaal der Cavalerie.

## Biografie
Vorst Friedrich was de vierde zoon van Johannes I Jozef van Liechtenstein, een heersend vorst van Liechtenstein, en vorstin Josefa van Fürstenberg-Weitra.  Hij was een broer van vorst Alois II van Liechtenstein, die zijn vader opvolgde.
In 1827 trad hij als luitenant toe tot het 2e ulanenregiment van het Oostenrijkse leger. In 1848 werd hij tot generaal-majoor bevorderd en nam hij deel aan Radetzky's veldtocht in Italië, waar hij uitblonk en hiervoor met het ridderkruis in de Orde van Maria Theresia werd beloond.
In 1849 werd hij tot divisie-generaal en later dat jaar tot veldmaarschalk-luitenant bevorderd. Vanaf 1853 was hij bevelvoerend generaal in Kassa. Hij werd bevelhebber van het XIIe legerkorps in 1858 en in die hoedanigheid ook gouverneur van Zevenburgen. Hij werd tot generaal der Cavalerie bevorderd in 1861 en was tot 1865 gouverneur van het Banaat en Syrmië. Van 1866 tot 1869 was hij bevelvoerend generaal in Hongarije. Datzelfde jaar trad hij uit het leger en in 1872 werd hij lid van het Herenhuis, het Oostenrijkse hogerhuis.